# 天坛路
天坛路是位于中国北京市东城区西南部的一条道路。

## 简介
天坛路西起天桥南大街，沿天坛公园北墙外至天坛东门（体育馆路西口），与天坛东路相连接，随着天坛公园北墙而呈弧形走向。天坛路因天坛而得名。旧时，天坛外坛墙以北称“金鱼池大街”，金鱼池大街西端为天桥东一巷、天桥东二巷、天桥东三巷，东端为北坛
根、黄庄、西四块玉。1954年，拆天坛公园北外坛墙，拓展建为“天坛路”。北坛根部分，天桥东一巷、天桥东三巷和西
四块玉部分并入，统称“天坛路”。文化大革命中，一度改称“曙光路”。1973年恢复原名“天坛路”。
天坛路是整治好龙须沟之后新建的马路，后来是崇文区（今东城区南部）的主要交通干道之一。红桥农贸市场的原址位于天坛北门以东，后来为恢复天坛的北部坛墙而迁入了附近新建的商厦内，称红桥市场，后为知名的珍珠市场。